# Carorita
Carorita es un género de arañas araneomorfas de la familia Linyphiidae. Se encuentra en la zona holártica.

## Lista de especies
Según The World Spider Catalog 12.0:
- Carorita limnaea (Crosby & Bishop, 1927)
- Carorita sibirica Tanasevitch, 2007